# Phrynus maesi
Phrynus maesi är en spindeldjursart som beskrevs av Armas 1995. Phrynus maesi ingår i släktet Phrynus och familjen Phrynidae. Inga underarter finns listade i Catalogue of Life.